# Serge Grah
Pour les articles homonymes, voir Grah.
 (janvier 2016).
Serge Grah est un journaliste, poète et essayiste ivoirien, né le 2 avril 1972 à Yamoussoukro (Côte d'Ivoire).
Il est Ambassadeur Universel de la Paix.[réf. nécessaire]

## Livres
- 2008 : Kolou le chasseur, Littérature enfantine, Anis Editions/Classiques ivoiriens
- 2009 : Une saison au purgatoire, Poésie
- 2010 : La misère de nos comportements, Chroniques, Vallesse Editions
- 2012 : Passion de soutane, Roman
- 2016 : Les grains de maïs d'Akatia, Littérature enfantine, Vallesse Editions
- 2017 : Madeleine Tchicaya en questions, Biographie, Vallesse Editions
- 2018 : La veste de Grégoire, Littérature enfantine, Vallesse Editions
- 2019 : Serge Bilé - Ma parole pour le Noir aux lumières éteintes, Vallesse Editions
- 2021 : Jean-Marie Adiaffi Adé - Entre éclairs et foudres (Collectif), Vallesse Editions
- 2023 : La fête des mères, Littérature enfantine, Vallesse Editions
- 2023 : Les photos de Ricky, Littérature enfantine, Vallesse Editions
- 2024 : La princesse Lou Zaouli, Littérature enfantine, Vallesse Editions

## Distinction
En 2018, il reçoit le Prix Jeanne de Cavally pour la littérature enfantine pour son ouvrage La veste de Grégoire